# ロイ・W・ハワード
ロイ・W・ハワード（Roy W. Howard、1883年1月1日 - 1964年11月21日）は、E・W・スクリップス・カンパニーと長く関わったアメリカ合衆国の新聞事業経営者。E・W・スクリップス・カンパニーやユナイテッド・プレス (UP) の社長を務め、スクリップス・ハワード系の新聞グループの会長でもあった。

## 人物
ハワードは、インディアナ州インディアナポリスで新聞少年となったのを振り出しに、どんどんと出世した。『インディアナポリス・スター (Indianapolis Star)』紙の記者を経て、スクリップス・マクレア系の新聞グループ (Scripps-McRae Newspapers) のニューヨーク通信員となった。急速に名を上げたハワードは、1912年にユナイテッド・プレスの社長に上り詰めた。
第一次世界大戦中、ハワードは、従軍記者としてヨーロッパに派遣され、偶然から、休戦協定が結ばれたとする誤報を、実際に協定が締結される4日前に流した。それでもハワードは名声を完全に失うことはなく、1917年にスクリップス社のパートナーとなっていた彼は、傘下のスクリップス・ハワード・ニュース・サービス (Scripps Howard News Service) の社長となった。
1920年にはスクリップス系新聞グループの中核である、E・W・スクリップス・カンパニーの経営に当たることになり、以降の4ディケードにわたってその地位に留まった。1922年11月3日、それまでスクリップス・マクレア連盟 (the Scripps-McRae League) と称されていたグループの名称が、ハワードの名を冠してスクリップス・ハワード・ニュースペーパーズ (Scripps-Howard Newspapers) と改称された。
経営者としての地位にありながら、ハワードは記者としても働き続けた。1933年には満州国に赴き、日中戦争（満州事変）を報じ、1936年にはヨシフ・スターリンへのインタビューもおこなった。